# Сабакаєво (Ульяновська область)
Сабакаєво (рос. Сабакаево) — село в Мелекеському районі Ульяновської області Російської Федерації.
Населення становить 1623 особи. Входить до складу муніципального утворення Леб'яжинське сільське поселення.

## Історія
Від 2004 року входить до складу муніципального утворення Леб'яжинське сільське поселення.

## Населення
| 2010 |
| ---- |
| 1623 |